# Catherine Russell
Catherine Russell is een Amerikaanse jazz- en blueszangeres. Haar vader, Luis Russell, was een tijd Louis Armstrongs bigband-leider.

## Discografie
- Cat (2006)
- Sentimental Streak (2008)
- Inside This Heart of Mine (2010)
- Bring It Back (2014)